# Зимові Азійські ігри
Зимові Азійські ігри — міжнародні комплексні спортивні змагання серед членів Олімпійської ради Азії, присвячені зимовим видам спорту. Уперше ідею організувати зимові ігри висунув Олімпійський комітет Японії у 1982 році. Їх зусилля увінчалися успіхом і в 1986 році пройшли перші Зимові Азійські ігри в Саппоро (Японія), оскільки місто мало потрібну інфраструктуру після проведення Зимових Олімпійських ігор 1972. У перших зимових іграх взяли участь лише 7 країн, але їх кількість поступово зростала до 32 із 45 країн у 2017 році.

## Список Зимових Азійських ігор
|      | Рік  | Місто           | Країна         | Дата початку | Дата завершення | К-сть країн | К-сть спортсменів | К-сть видів спорту | Змагань | Місце           | Місце                | Місце                | П     |
| 1-ше | Рік  | Місто           | Країна         | Дата початку | Дата завершення | К-сть країн | К-сть спортсменів | К-сть видів спорту | Змагань | 2-ге            | 3-тє                 |                      | П     |
| ---- | ---- | --------------- | -------------- | ------------ | --------------- | ----------- | ----------------- | ------------------ | ------- | --------------- | -------------------- | -------------------- | ----- |
| I    | 1986 | Саппоро         | Японія         | 1 березня    | 8 березня       | 7           | 293               | 4                  | 35      | Японія (JPN)    | Китай (CHN)          | Південна Корея (KOR) | [ 1 ] |
| II   | 1990 | Саппоро         | Японія         | 9 березня    | 14 березня      | 9           | 310               | 4                  | 33      | Японія (JPN)    | Китай (CHN)          | Південна Корея (KOR) | [ 2 ] |
| III  | 1996 | Харбін          | КНР            | 4 лютого     | 11 лютого       | 17          | 453               | 4                  | 43      | Китай (CHN)     | Казахстан (KAZ)      | Японія (JPN)         | [ 3 ] |
| IV   | 1999 | Канвон          | Південна Корея | 30 січня     | 6 лютого        | 14          | 798               | 4                  | 43      | Китай (CHN)     | Південна Корея (KOR) | Казахстан (KAZ)      | [ 4 ] |
| V    | 2003 | Аоморі          | Японія         | 1 лютого     | 8 лютого        | 17          | 641               | 5                  | 51      | Японія (JPN)    | Південна Корея (KOR) | Китай (CHN)          | [ 5 ] |
| VI   | 2007 | Чанчунь         | КНР            | 28 січня     | 4 лютого        | 25          | 796               | 5                  | 47      | Китай (CHN)     | Японія (JPN)         | Південна Корея (KOR) | [ 6 ] |
| VII  | 2011 | Астана й Алмати | Казахстан      | 30 січня     | 6 лютого        | 26          | 843               | 5                  | 69      | Казахстан (KAZ) | Японія (JPN)         | Південна Корея (KOR) | [ 7 ] |
| VIII | 2017 | Саппоро         | Японія         | 19 лютого    | 26 лютого       | 32          | 1145              | 5                  | 64      | Японія (JPN)    | Південна Корея (KOR) | Китай (CHN)          | [ 8 ] |

## Спорт
| Спорт               | Роки            |
| ------------------- | --------------- |
| Гірськолижний спорт | Всі             |
| Хокей з м'ячем      | 2011            |
| Біатлон             | Всі             |
| Лижні перегони      | Всі             |
| Керлінг             | 2003–2007, 2017 |
| Фігурне катання     | 1986, з 1996    |
| Фристайл            | 1996, з 2003    |

| Спорт               | Рік             |
| ------------------- | --------------- |
| Хокей із шайбою     | Всі             |
| Лижне орієнтування  | 2011            |
| Шорт-трек           | Всі             |
| Стрибки з трампліна | 1999, з 2011    |
| Сноубординг         | 2003–2007, 2017 |
| Ковзанярський спорт | Всі             |

## Загальний медальний залік
| №      | Країна               | Ігор   | Золото | Срібло | Бронза | Всього |
| ------ | -------------------- | ------ | ------ | ------ | ------ | ------ |
| 1      | Японія (JPN)         | 8      | 138    | 144    | 115    | 397    |
| 2      | Китай (CHN)          | 8      | 94     | 85     | 105    | 284    |
| 3      | Казахстан (KAZ)      | 6      | 78     | 62     | 56     | 196    |
| 4      | Південна Корея (KOR) | 8      | 74     | 83     | 92     | 249    |
| 5      | Індонезія (INA)      | 4      | 7      | 3      | 2      | 12     |
| 6      | Північна Корея (PRK) | 6      | 1      | 4      | 12     | 17     |
| 7      | Узбекистан (UZB)     | 6      | 1      | 2      | 4      | 7      |
| 8      | Ліван (LBN)          | 6      | 1      | 1      | 0      | 2      |
| 9      | Монголія (MGL)       | 8      | 0      | 1      | 6      | 7      |
| 10     | Іран (IRI)           | 7      | 0      | 1      | 2      | 3      |
| Всього | Всього               | Всього | 387    | 383    | 393    | 1 163  |